# Táncoskomikus
A  táncoskomikus az operett jellegzetes figurája a primadonna, a szubrett és a bonviván mellett. A szerepkör betöltésének feltétele a kiváló mozgáskultúra és tánctudás, a megfelelő énektudás és komikusi véna. A táncoskomikus a szubrett partnere, hangfaja szinte kizárólag tenor.

## Neves táncoskomikusok
Sok kiváló színész egykor táncoskomikusként kezdte pályafutását, pl. Kabos Gyula, Rátkai Márton, Latabár Kálmán, Feleki Kamill, Rátonyi Róbert. 
Táncoskomikusi szerep a magyar operettekben pl. Bóni gróf (Kálmán Imre: Csárdáskirálynő), Musztafa (Ábrahám Pál: Bál a Savoyban), Nyegus (Lehár Ferenc: A víg özvegy) stb.